# Gasteracantha frontata
Gasteracantha frontata là một loài nhện trong họ Araneidae.
Loài này thuộc chi Gasteracantha. Gasteracantha frontata được John Blackwall miêu tả năm 1864.